# Grisolles (Tarn y Garona)
 Grisolles  es una población y comuna francesa, en la región de Mediodía-Pirineos, departamento de Tarn y Garona, en el distrito de Montauban y cantón de Grisolles.

## Monumentos

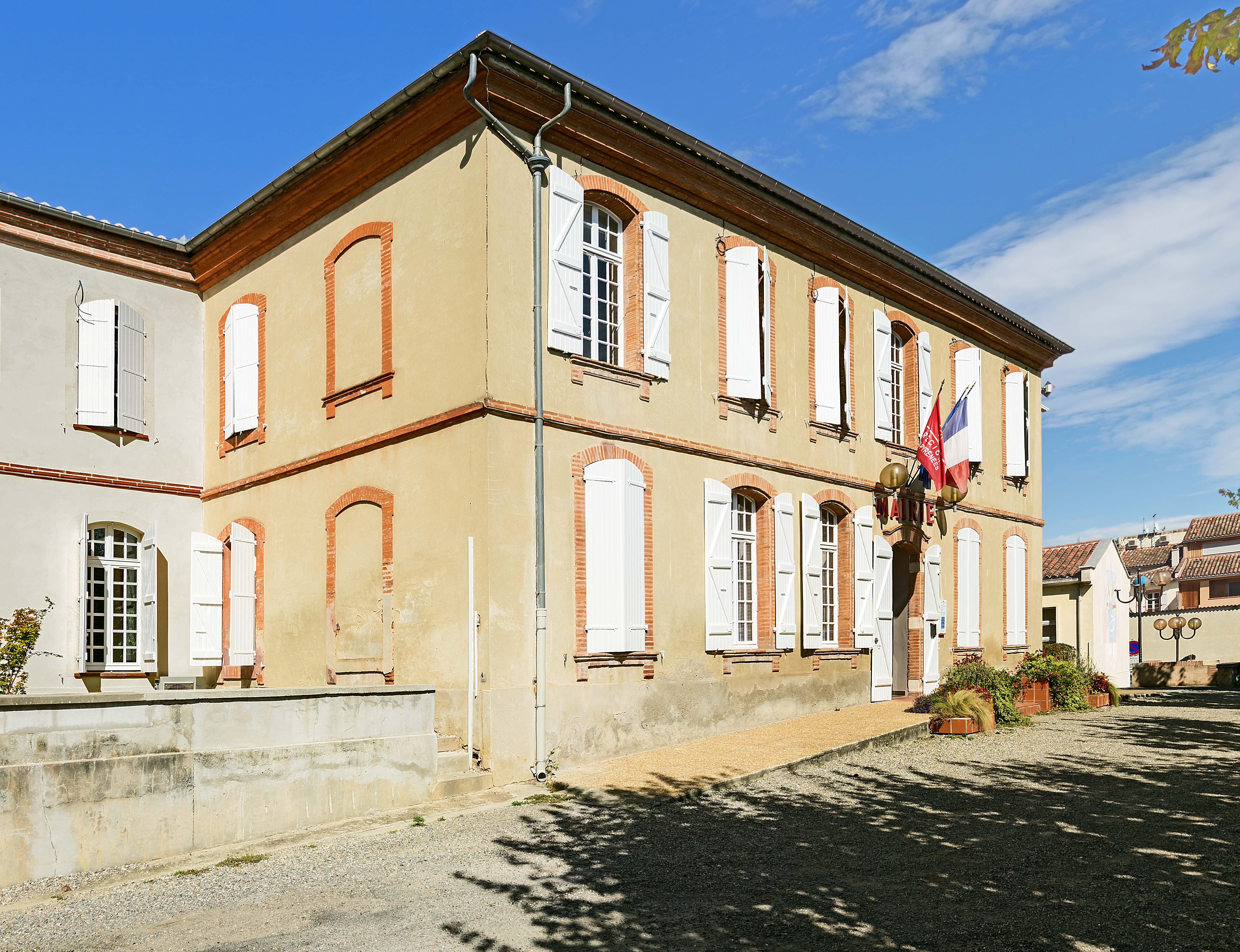
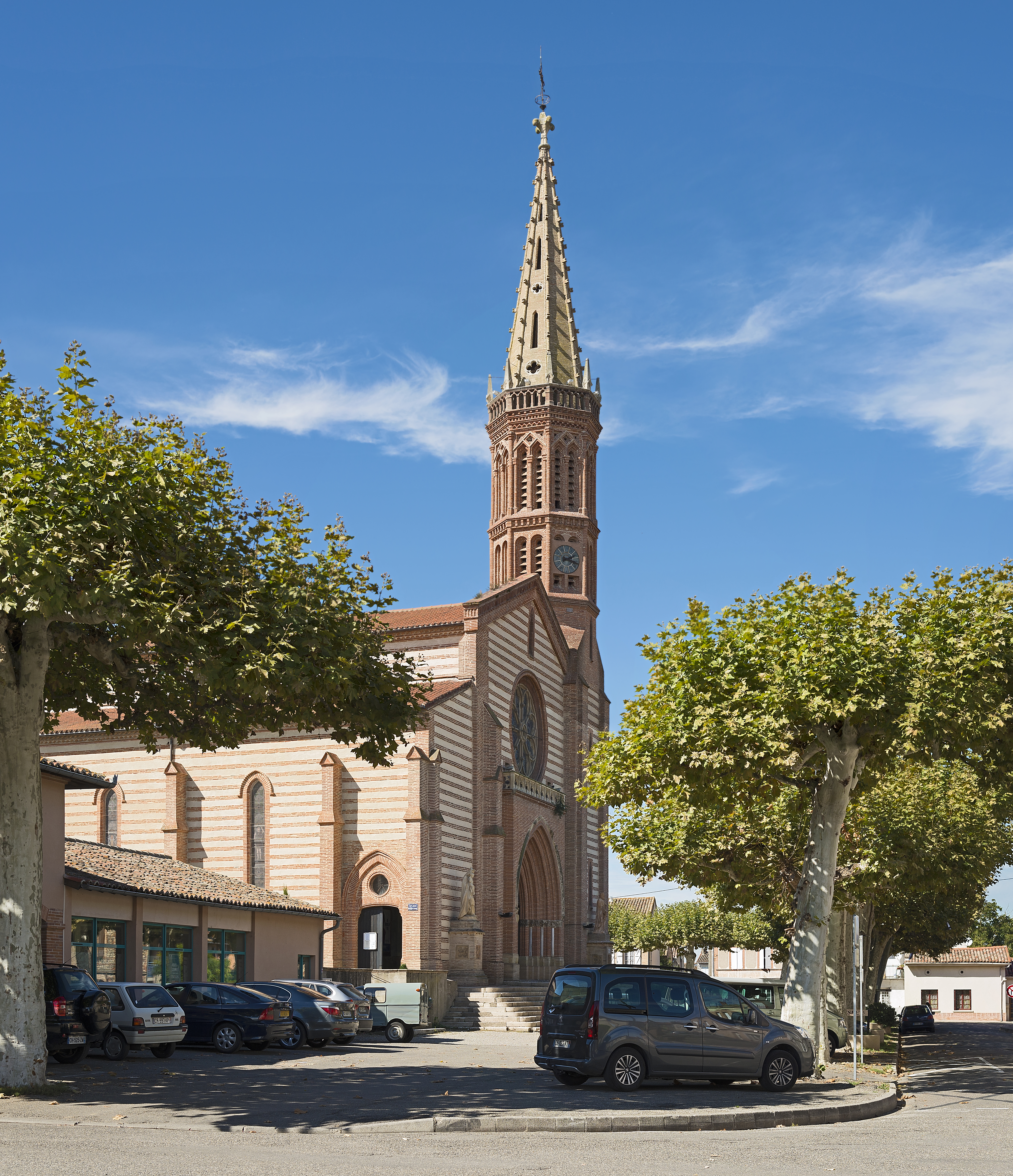
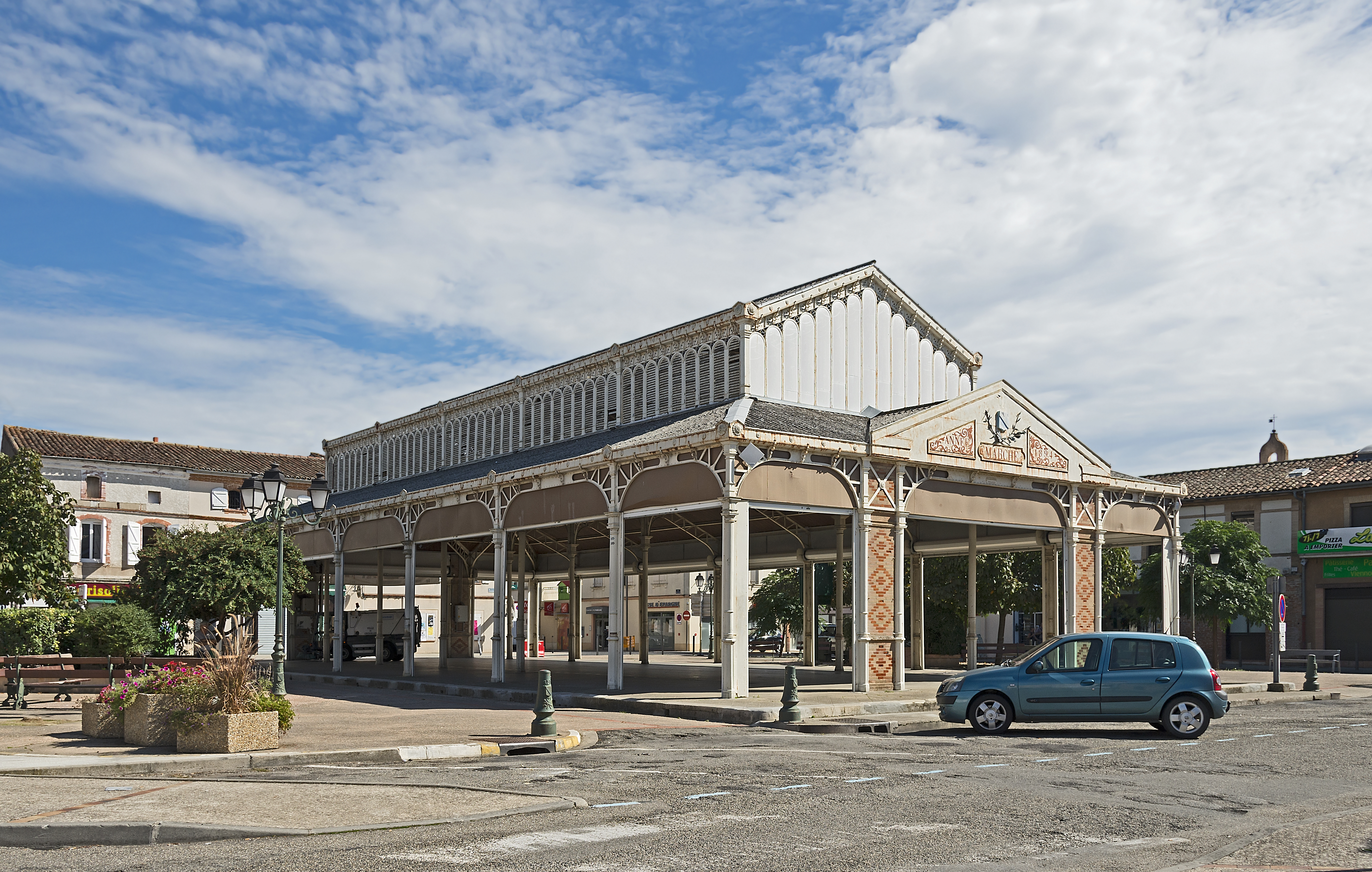
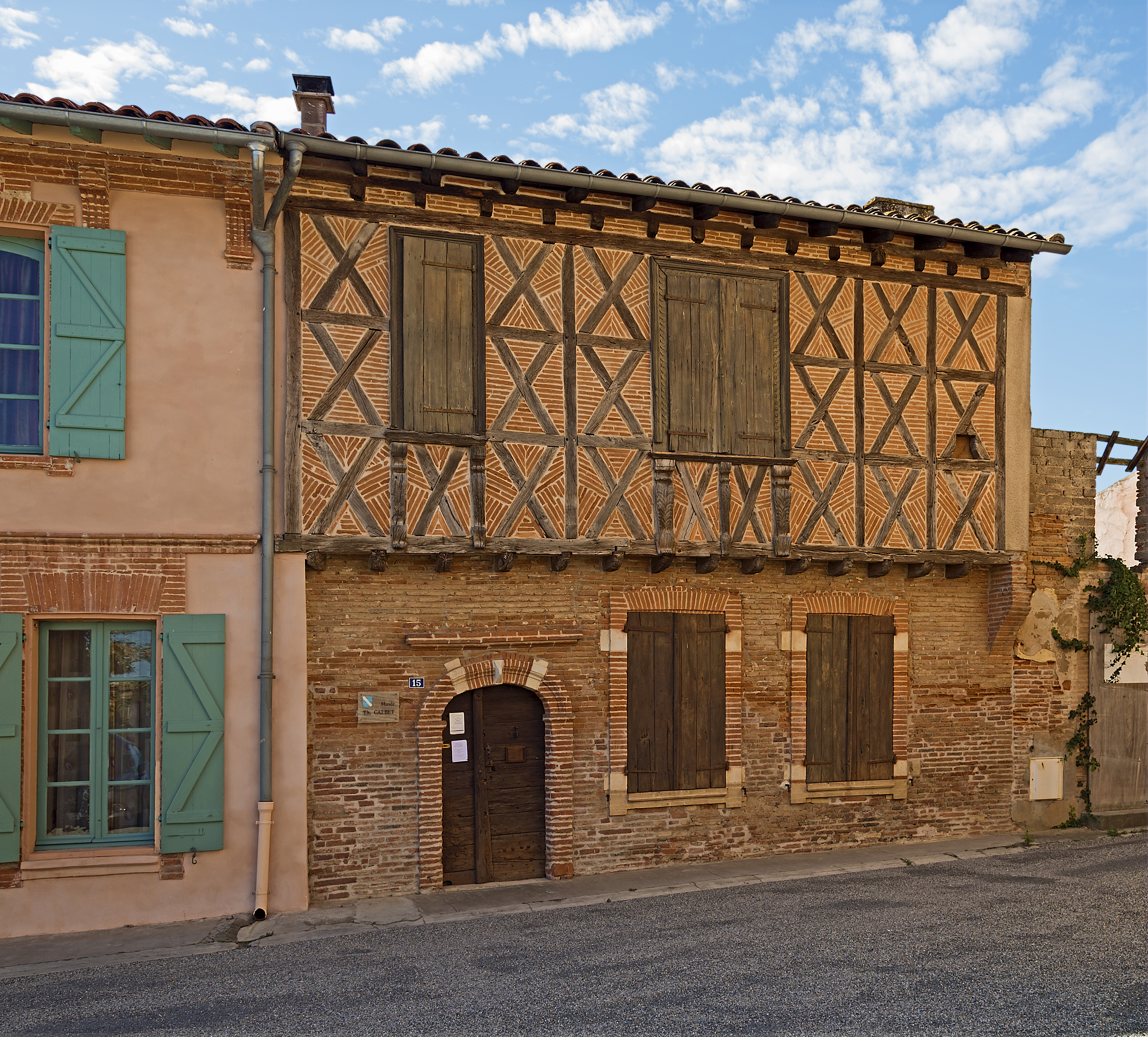

## Demografía
| 1883 | 2126 | 2349 | 2619 | 2772 | 2917 |
| Para los censos de 1962 a 1999 la población legal corresponde a la población sin duplicidades (Fuente: INSEE [Consultar]) |      |      |      |      |      |